# Walbrecken
Walbrecken (in der Literatur wird auch die alte Schreibweise Wallbrecken benutzt) ist ein Weiler im Wuppertaler Wohnquartier Herbringhausen im Stadtbezirk Langerfeld-Beyenburg des deutschen Landes Nordrhein-Westfalen. Der Weiler liegt in unmittelbarer Nachbarschaft des Weilers Spieckern.

## Geografie
Der von agrarisch genutzten Hochflächen umgebene Ort liegt auf 301 m ü. NHN südlich von Beyenburg in der Quellmulde des Lohbachs.  Walbrecken ist Ausgangspunkt von mehreren markierten Wanderwegen.

## Etymologie und Geschichte

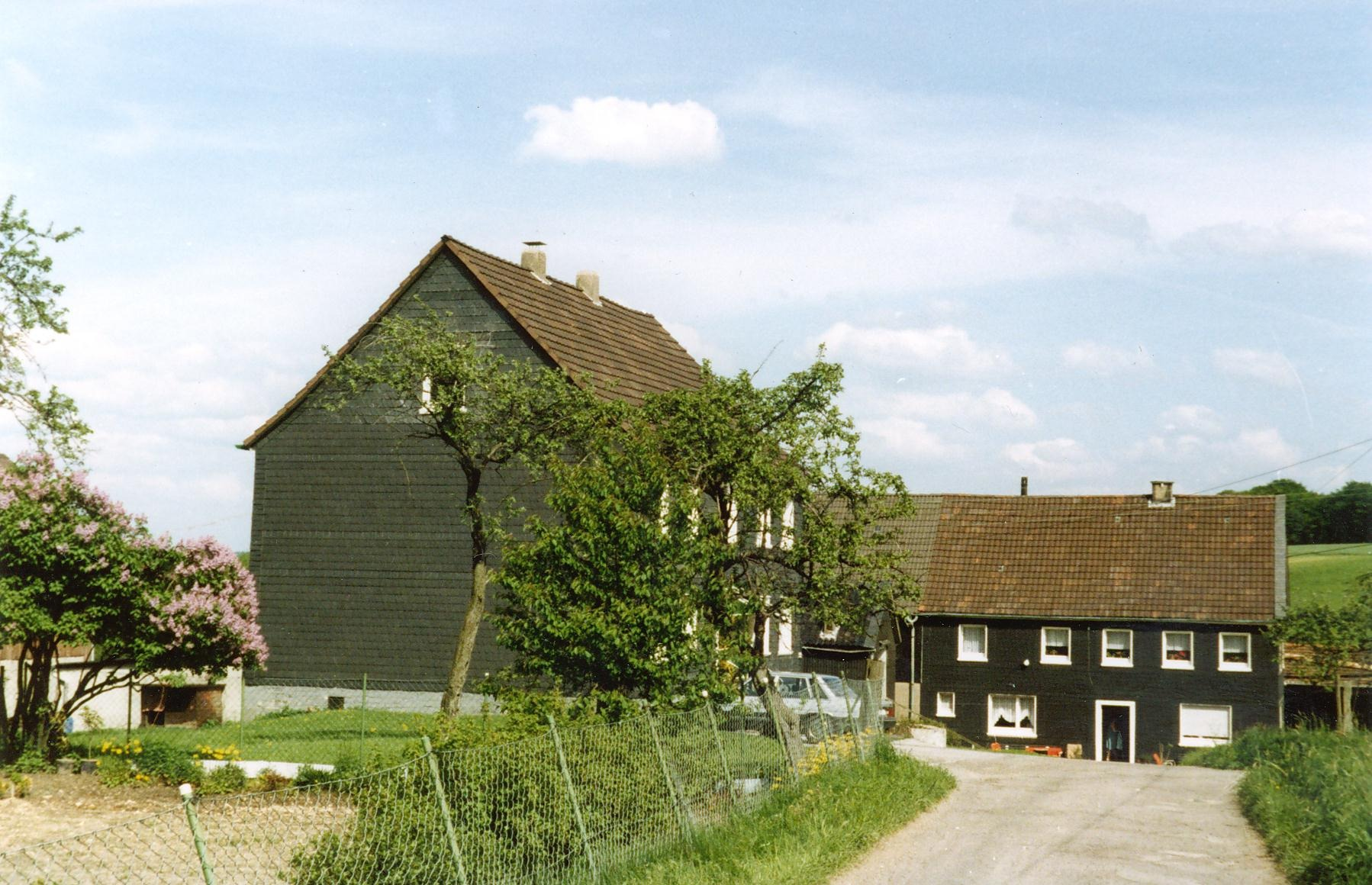
Hof in Walbrecken

Die genaue Herkunft des Namens ist ungeklärt. Die Endsilbe -brecken deutet vermutlich auf ein gebrochenes, also gepflügtes Feld hin.
Walbrecken wurde erstmals in der ersten Hälfte des 12. Jahrhunderts (1150) als Walebreke erwähnt. Ob Walbrecken mit dieser Erstnennung tatsächlich gemeint ist, ist aber nicht mit letzter Gewissheit geklärt.
Im Mittelalter war Walbrecken Titularort der gleichnamigen Honschaft im Kirchspiel Lüttringhausen des Amtes Beyenburg, der weitere 15 umliegende Höfe angehörten. 1547 ist eine Wohnstätte belegt. Der Hof war zu dieser Zeit Teil des Hofverbands Mosblech, der ein Allod der bergischen Herzöge war. 1715 wird der Weiler auf der Topographia Ducatus Montani als Walbreck bezeichnet.
1815/16 lebten 22 Einwohner im Ort. 1832 gehörte Walbrecken weiterhin zur Honschaft Walbrecken, die der Bürgermeisterei Lüttringhausen angehörte. Der laut der Statistik und Topographie des Regierungsbezirks Düsseldorf Ort wurde zu dieser Zeit Wallbrecken genannt und besaß zu dieser Zeit drei Wohnhäuser und vier landwirtschaftliche Gebäude. Zu dieser Zeit lebten 22 Einwohner im Ort, alle evangelischen Glaubens. Im Gemeindelexikon für die Provinz Rheinland von 1888 werden vier Wohnhäuser mit 41 Einwohnern angegeben.

## Vereine und Kultur
- Posaunenchor Walbrecken

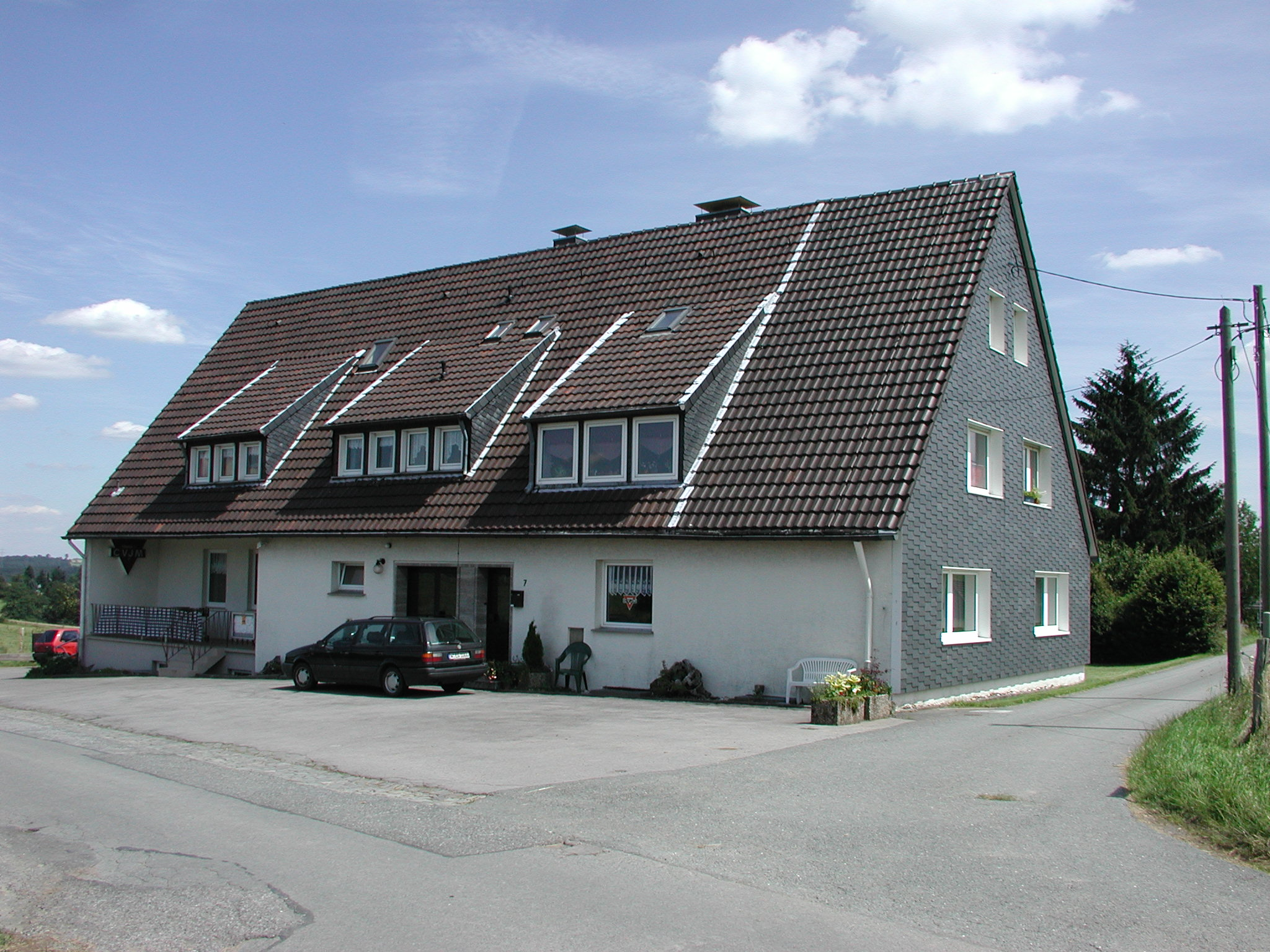
Jugendfreizeitheim Walbrecken

- CVJM Walbrecken – mit eigenem Jugendfreizeitheim
- Freiwillige Feuerwehr Wallbrecken

Seit 1829 hatte Walbrecken eine eigene Schule, die bis 1967 bestand, als der letzte Lehrer Karl Drees in den Ruhestand ging.